# Régie des voies fluviales
 (février 2025).
Si vous disposez d'ouvrages ou d'articles de référence ou si vous connaissez des sites web de qualité traitant du thème abordé ici, merci de compléter l'article en donnant les références utiles à sa vérifiabilité et en les liant à la section « Notes et références ».
En pratique : Quelles sources sont attendues ? Comment ajouter mes sources ?
.
La Régie des voies fluviales « RVF » est une entreprise publique de la république démocratique du Congo (RDC) chargée de la gestion, de l'entretien et du développement des voies navigables intérieures du pays. En raison de l'étendue du réseau hydrographique congolais, qui comprend le fleuve Congo et ses nombreux affluents, la RVF joue un rôle central dans le transport fluvial, facilitant ainsi la circulation des biens et des personnes sur tout le territoire national.

## Historique
La régie des voies fluviales a été créée le 03 décembre 1971, dans un contexte où le transport fluvial représentait une alternative essentielle aux infrastructures routières et ferroviaires, souvent limitées ou insuffisamment développées. Depuis sa création, la RVF a été investie de la mission de moderniser et de garantir la navigabilité du réseau fluvial du pays, tout en veillant à la sécurité des usagers,,.

## Missions et attributions
La RVF est responsable de plusieurs missions fondamentales visant à assurer le bon fonctionnement et le développement des voies navigables en RDC,,,,,,,,,,,, :
- Entretien des voies navigables : La RVF assure le dragage, le balisage et le désencombrement des cours d'eau pour garantir une navigation fluide et sécurisée.
- Développement des infrastructures : L'entreprise participe à la construction, la modernisation et la réhabilitation des ports fluviaux, des quais et d'autres installations nécessaires au transport fluvial.
- Régulation et sécurisation du trafic fluvial : elle est chargée de la supervision du trafic sur les voies navigables, afin d'optimiser le transport et de réduire les risques d'accidents.
- Collecte et analyse des données hydrologiques : la RVF effectue des relevés et des études pour surveiller les niveaux d'eau et anticiper les variations saisonnières pouvant affecter la navigabilité.

## Organisation et fonctionnement
Placée sous la tutelle du ministère des transports et voies de communication,,,, la RVF est organisée de la manière suivante :
- Direction générale : Chargée de la gestion administrative et opérationnelle de l'entreprise.
- Directions provinciales : Implémentées dans les principales régions fluviales, elles sont responsables de l'exécution locale des missions de la RVF.
- Départements techniques : Spécialisés dans différents domaines tels que l'ingénierie fluviale, la sécurité nautique et la maintenance des équipements.

## Réseau fluvial et projets majeurs
La République démocratique du Congo possède un réseau fluvial d'une longueur totale de plusieurs milliers de kilomètres. Ce réseau, dominé par le fleuve Congo, constitue un axe essentiel pour le transport des personnes et des marchandises, en particulier dans les zones où les infrastructures routières sont peu développées,.
La RVF a mis en place plusieurs projets d'envergure pour améliorer la navigation :
- Programme de dragage : Permettant d'approfondir les chenaux de navigation afin d'assurer le passage des embarcations.
- Installation de balises modernes : Améliorant la sécurité de la navigation grâce à des dispositifs de signalisation efficaces.
- Réhabilitation des infrastructures Portuaires : Modernisation des ports fluviaux pour optimiser le commerce et le transport de passagers.

## Enjeux et défis
Malgré son importance, la RVF est confrontée à plusieurs défis :
- Insuffisance des financements : Les ressources financières disponibles sont souvent limitées, entravant ainsi le bon déroulement des opérations de maintenance et de modernisation.
- Vieillissement des équipements : Une grande partie des infrastructures et du matériel utilisés sont obsolètes et nécessitent un renouvellement urgent.
- Conditions climatiques et Environnementales : Les variations du niveau des eaux influencent directement la navigabilité, imposant une surveillance continue.
- Coordination interinstitutionnelle : La gestion efficace des voies fluviales exige une collaboration étroite avec d'autres organismes nationaux et internationaux.